# ASV Codar

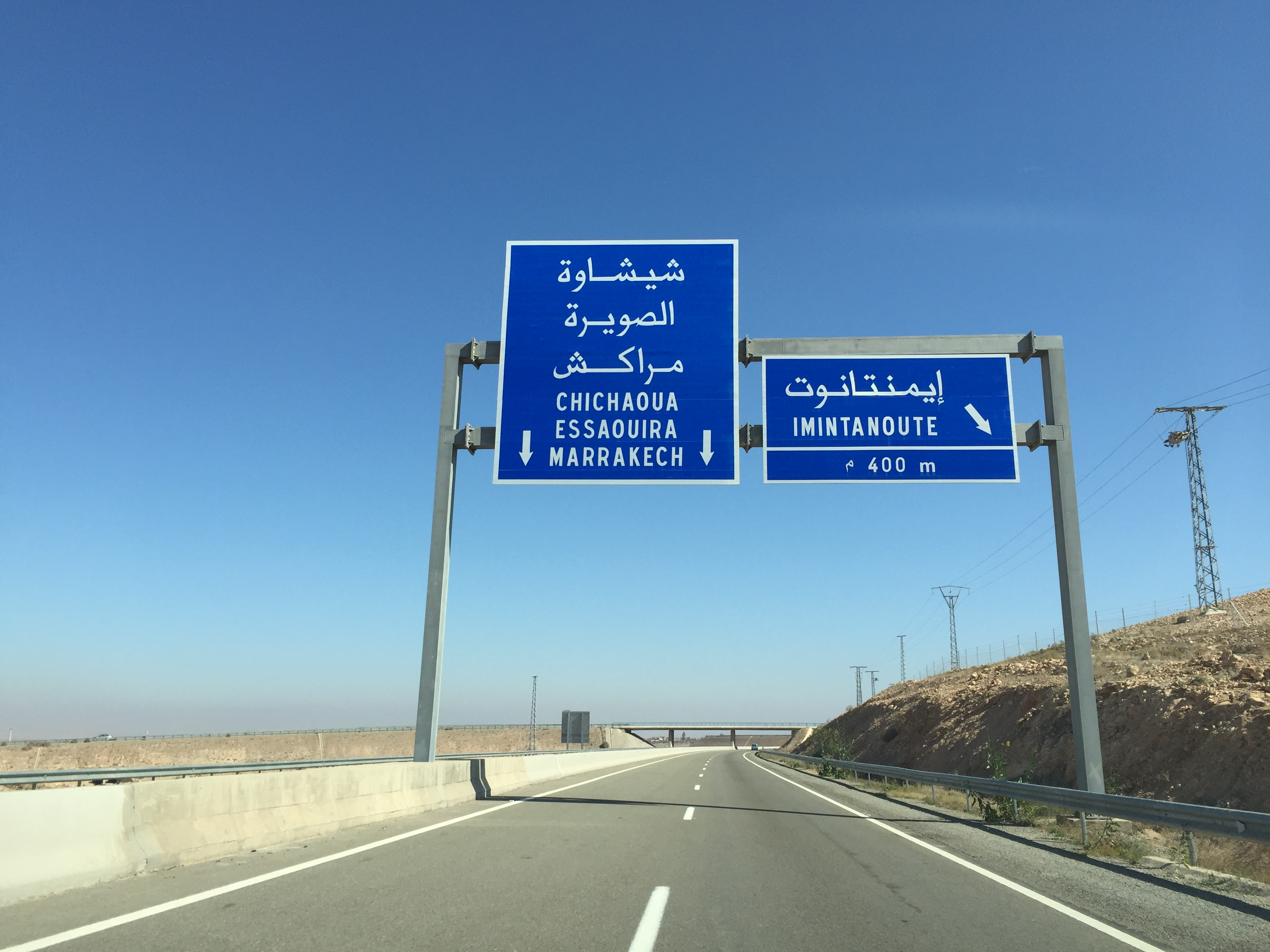
La tipografía ASV Codar en señales de tráfico marroquíes.

ASV Codar (de Arabe Standard Voyellé - Codage Arabe) es una tipografía del alfabeto árabe desarrollada por Ahmed Lakhdar Ghazal. Fue diseñado como un tipo de letra simplificado. Se utiliza en la señalización vial de Marruecos.

## Historia
Ahmed Lakhdar Ghazal solicitó por primera vez una patente para su proyecto en Francia en 1954. Presentó su idea a la Academia de la Lengua Árabe en El Cairo en 1958, pero fue rechazada. ASV Codar se lanzó por primera vez en dos versiones: una versión "pura" con solo 84 caracteres y una versión "total" con 23 caracteres adicionales.
En 1958, cuando Lakhdar Ghazal se desempeñaba como secretario general de la Comisión Nacional de Marruecos para la UNESCO y jefe de la sección de Educación Fundamental del Ministerio de Educación marroquí, ASV Codar obtuvo el apoyo del gobierno marroquí, que lo empleó en su primera campaña nacional contra el analfabetismo.
En 1960, el gobierno marroquí creó en la Universidad Mohamed V el Instituto de Estudios e Investigaciones sobre la Arabización para el desarrollo y la modernización de la lengua árabe, con Lakhdar Ghazal como director. En 1975, un acuerdo con el Ministerio de Educación de Marruecos y la UNESCO proporcionó financiación para el proyecto de Lakhdar Ghazal.